# Sequence-Tagged Sites
Sequence-Tagged Sites o Siti con Sequenza Etichettata o STS costituiscono una tipologia di marcatori genetici costituiti da una sequenza unica nel genoma, di dimensione compresa tra 200 e 300 paia di basi, che possono essere individuati mediante PCR.

## Tipologie
A loro volta sono classificabili in due tipi, definiti rispettivamente SCAR (Sequence Characterized Amplified Region) e CAPS (Cleaved Amplified Polymorphic Sequences), in base alle modalità operative per la rilevazione.
- SCAR: Sono codominanti locus-specifici. Richiedono l'uso di due primer oligonucleotidici locus-specifici derivati dalla sequenza nucleotidica, ottenuta mediante sequenziamento, di un frammento RAPD amplificato corrispondente a un tratto di interesse.

- CAPS: La maggior parte sono codominanti e locus-specifici. In questo caso, il frammento RAPD di interesse viene amplificato e trattato con enzimi di restrizione. I polimorfismi risiedono nella differenza di lunghezza dei frammenti di restrizione causata da SNP o INDEL che creano o eliminano i siti di riconoscimento dell'endonucleasi di restrizione negli ampliconi.

## Applicazioni
I marcatori STS possono essere utilizzati per rilevare microdelezioni (perdite di tratti cromosomici di piccole dimensioni), o per studi di evoluzione e individuazione di diversità genetica tra popolazioni.